# Melhus
Melhus is een gemeente in de Noorse provincie Trøndelag. De gemeente telde 16.213 inwoners in januari 2017.
De plaatsen Flå, Horg, Hovin, Hølonda, Korsvegen, Ler en Lundamo maken deel uit van de gemeente.

## Geboren
- Ingrid Syrstad Engen (1998), voetbalster
- Idar Andersen (1999), wielrenner